# Riflesso di Bainbridge
Il riflesso di Bainbridge (conosciuto anche con il nome di riflesso atriale), è l’aumento della frequenza cardiaca dovuto all’aumento della pressione venosa centrale. L'aumento del volume del sangue viene rilevato dai recettori cardiaci di stiramento situati in entrambi gli atri presso le giunzioni venoatriali.

## Storia
Francis Arthur Bainbridge descrisse questo riflesso nel 1915 quando stava eseguendo alcuni esperimenti sui cani. Bainbridge scoprì che l'infusione di sangue o soluzione salina nell'animale aumentava la frequenza cardiaca. Questo fenomeno si verificava anche se la pressione arteriosa non aumentava. Bainbridge inoltre osservò che la frequenza cardiaca aumentava quando la pressione venosa saliva a livelli sufficienti da distendere l'atrio destro. Se si eseguiva una denervazione dei rami vagali diretti al cuore questi effetti non si verificavano.

## Meccanismo di azione
L'aumento della volemia (volume del sangue) determina un aumento del ritorno venoso al cuore, che a sua volta comporta un aumento della scarica delle fibre nervose B. Le fibre B inviano segnali al cervello (la via afferente della porzione neurale del riflesso di Bainbridge), che quindi modula entrambe le vie del sistema simpatico e parasimpatico al nodo senoatriale (SA) del cuore (la via efferente della porzione neurale del riflesso di Bainbridge) , causando un aumento della frequenza cardiaca. Gli effetti sulla contrattilità cardiaca e sulla gittata cardiaca sono insignificanti.

## Controllo della frequenza cardiaca
Il riflesso di Bainbridge e il riflesso barocettivo controllano la frequenza cardiaca. Il riflesso barocettivo può correggere un cambiamento nella pressione arteriosa aumentando o diminuendo la frequenza cardiaca. Al contrario, il riflesso di Bainbridge risponde a variazioni della volemia. Il riflesso di Bainbridge è stato segnalato nei cani ed in questi animali riveste un ruolo primario, tuttavia successivi studi sperimentali hanno dimostrato che nei primati ha un ruolo meno importante. Tuttavia, vi è evidenza scientifica che il riflesso di Bainbridge si manifesta nell'uomo, come avviene in seguito al parto di un neonato, quando un grande volume di sangue uteroplacentare (fino a 800 mL) viene reimmesso nella circolazione della madre, con conseguente tachicardia. 
L'importanza del riflesso durante l'esercizio resta poco chiara.

## Ritorno venoso
Con l'aumentare del ritorno venoso, aumenta la pressione nella vena cava superiore e inferiore. Ciò si traduce in un aumento della pressione dell'atrio destro, che stimola i recettori atriali (recettori a bassa pressione). Questi recettori a loro volta inviano stimoli ai centri di controllo midollare perché si verifichi un aumento della frequenza cardiaca (tachicardia). Insolitamente, questa tachicardia è mediata da un'aumentata attività simpatica diretta al nodo seno-atriale senza che contemporaneamente vi sia una diminuzione dell'attività parasimpatica.
L'aumento della frequenza cardiaca serve a ridurre la pressione nelle vene cave inferiore e superiore, drenando più sangue verso l'atrio destro. L'aumento della frequenza si traduce in una diminuzione della pressione atriale, che a sua volta comporta l'afflusso di una maggiore quantità di sangue dalle vene cave, con conseguente diminuzione della pressione venosa delle grandi vene. Questo meccanismo si mantiene fino a quando la pressione sanguigna atriale destra ritorna a livelli normali, a questo punto la frequenza cardiaca diminuisce fino ai livelli originali.

## Aritmia sinusale respiratoria
Il riflesso di Bainbridge è coinvolto nell'aritmia sinusale respiratoria. Durante l'inspirazione la pressione intratoracica viene a diminuire. Questa situazione comporta un aumento del ritorno venoso che viene registrato dai recettori di stiramento, e tramite il riflesso di Bainbridge aumenta temporaneamente la frequenza cardiaca durante l'inspirazione.